# منى حنا عتيشا
منى حنا عتيشا طبيبة أطفال وأستاذة وداعية للصحة العامة كشفت أبحاثها عن أزمة مياه فلينت. وهي مؤلفة كتاب ما لا تراه العيون 2018، والذي صنفتها صحيفة نيويورك تايمز كواحد من أكثر 100 كتاب شهرة في العام.

## حياتها

### الطفولة والأسرة
ولدت منى حنا في شفيلد بإنجلترا عام 1976، والداها علماء عراقيون معارضون للنظام هربوا خلال نظام البعث. زوجها  إليوت أتيشا ، طبيب أطفال. ولديهما ابنتان.

### التعليم
نشأت في رويال أوك بولاية ميشيغان وتخرجت من مدرسة كيمبال الثانوية في رويال أوك. حصلت منى حنا على بكالوريوس العلوم من كلية البيئة والاستدامة بجامعة ميتشيغان ، ودرجة الماجستير في الصحة العامة في إدارة وسياسة الصحة من كلية الصحة العامة بجامعة ميتشيغان ، وشهادة الطب من كلية الطب البشري بجامعة ولاية ميتشيغان.

### الإقامة
أكملت إقامتها الرئيسية في جامعة وين ستيت / مستشفى الأطفال في ميشيغان.

### الحياة المهنية
عملت حنا عتيشا في عام 2009 مدير مساعدة لبرنامج طب الأطفال في مستشفى الأطفال في ميشيغان حيث أشرفت على أكثر من 100 مقيم، وتطوير المناهج الأكاديمية، وتنفيذ منصة التعليم عبر الإنترنت، وتوظيف المقيمين، والمشاركة في لجان البرنامج.
ثم عينت حنا عتيشا مدير لبرنامج إقامة الأطفال في مركز هيرلي الطبي في عام 2011؛ هناك، واصلت الإشراف على المقيمين، وتطوير التعليمات للطلاب و "سلسلة المعلم الإكلينيكي الرئيسي" لأعضاء هيئة التدريس.، وثمَ انتخبت في عام 2012 لعضوية مجلس إدارة ميشيغان للأكاديمية الأمريكية لطب الأطفال (AAP). وفي عام 2013، عُينت عضو في اللجنة الاستشارية لقانون الصحة العامة الذي دعا إليه حاكم ولاية ميشيغان آنذاك ريك سنايدر لإكمال مراجعة شاملة لقانون ميشيغان للصحة العامة البالغ من العمر 35 عامًا.
ظهرت منى في MSU Rx في عام 2014 ، وهو حدث على غرار تيد اكس (بالإنجليزية TEDx) ، حيث شاركت عرضًا تقديميًا بعنوان "ماذا تريد أن تكون عندما تكبر؟" التي ركزت على الأسئلة والتحديات المشتركة بين المتخصصين في الرعاية الصحية والمعلمين العاملين في المناطق الحضرية مثل فلينت ، ميتشيغن.
وفي عام 2015 ، قامت منى بجهد كبير للتركيز على "الوقاية والتغذية ، جنبًا إلى جنب مع رعاية الأطفال عندما يمرضون" من خلال نقل عيادة عيادة هيرلي للأطفال لتكون في موقع مشترك أعلى سوق مزارعو فلينت (بالإنجليزية Flint Farmers )'حيث يمكن للمهنيين الصحيين "اقتراح أغذية طازجة للشراء وتوجيه [المرضى] خلال هذه العملية.
" سنوات عديدة تظهر الخدمة المهنية والسريرية المتميزة لأطفال ولايتنا، لطلاب الطب والمقيمين لدينا، لقسمنا والكلية والجامعة.
" شاركت صديقة إيلين آن وارن بيتانزو ، مهندسة ومشغل مياه معتمد ، أن هناك نقصًا في معالجة مياه الشرب المناسبة في فلينت بولاية ميشيغان وإمكانية متزايدة للرصاص في مياه المدينة بعد تغيير مصدر المياه مؤخرًا. وهذا الإجراء لم يتم اتخاذه من قبل المسؤولين.

## الجوائز و التكريمات

### 2016
- مجلة تايم أكثر 100 شخصية مؤثرة لعام 2016 [18]
- بوليتيكو 50 من أصحاب الرؤى تغيير السياسة الأمريكية في عام 2016 [19]
- جائزة ريدنهور لكشف الحقيقة [20]
- جائزة مركز القلم الأمريكي جيمس سي جودال (بالإنجليزية PEN American Center James C. Goodale) لحرية التعبير والشجاعة [21]
- أحد العشرة الشباب الأمريكيين المتميزين لعام 2016.[22]
- ميشيغان من السنة من قبل ديترويت نيوز.[23]
- جائزة روز نادر للنشاط العربي الأمريكي من قبل اللجنة الأمريكية العربية لمناهضة التمييز [24]
- بطل العدالة من قبل مركز الجالية العربية للخدمات الاقتصادية والاجتماعية.[25]
- 2016 بدء المتحدث في جامعة ولاية ميتشيغان ، كلية جونز هوبكنز للصحة العامة ، فيرجينيا للتكنولوجيا بالإضافة إلى جامعتين أخريين.[26][27]

### 2017
- معترف بها من قبل المنظمات البيئية ، بما في ذلك رابطة ميتشيغان للناخبين الحافظين ، ومجلس ميشيغان البيئي ، ومركز البيئة وشبكة صحة الأطفال البيئية..

 تم تسميتها أيضًا اتحاد العلماء المهتمين 2016 هل حصلت على العلم؟ بطل.
- الرئيس الفخري المشارك لمسيرة العلوم [33]
- جائزة العصيان Disobedience من قبل MIT Media Lab "لتحدي اتفاقيات مراجعة الأقران حيث سعت إلى لفت الانتباه إلى أزمة المياه في فلينت قبل أن يتأثر المزيد من الناس.[34]" تبرعت حنا-أتيشا وإدواردز بجائزة 250 ألف دولار لضحايا الأزمة.[35]
- جائزة هاينز الثانية والعشرون للسياسة العامة [36][37]

### 2018
- تم إدراجه في قاعة مشاهير النساء في ميتشيغان من قبل المركز التاريخي للمرأة في ميتشغان.[38]
- الرئيس الفخري المشارك للفريق الانتقالي للحاكم جريتشن ويتمير.[39]

### 2019
جائزة فيلسيك (بالإنجليزية (Vilcek الذهبية للإنسانية في الرعاية الصحية في عام 2019. الجائزة هي جائزة مشتركة مقدمة بالشراكة بين مؤسسة فيلسيك (بالإنجليزية Vilcek) ومؤسسة Arnold P. Gold Foundation. تُمنح الجائزة لشخص مولود في الخارج في الولايات المتحدة أظهر تأثيرًا غير عادي على الإنسانية في الرعاية الصحية من خلال إنجازاته المهنية.

### 2020
- جائزة المستشفيات ، شبكات الأطفال المعجزة [41]
- جائزة تيلي 41 ، سياسي / تعليق ، قصة في الساحة العامة ، جوائز تيلي (بالإنجليزية Telly ) [42]
- جائزة فرايز لتحسين الصحة ، مؤسسة مراكز السيطرة على الأمراض والوقاية منها (CDC) [43]
- التمرير لجائزة الاستحقاق من الجمعية الطبية الوطنية.[44]
- 100 امرأة من القرن ، الولايات المتحدة الأمريكية اليوم [45]

### 2021
- 32 من أكثر الأشخاص الملونين تأثيرًا في المنطقة ، ماديسون 365 سماسرة الطاقة في الغرب الأوسط (بالإنجليزية Madison365 Midwest Power Brokers) [46]
- جائزة ديترويت دوقة ، جمعية ديترويت دوقة [بحاجة لمصدر]
- جائزة البطل البيئي ، رعاية صحية بدون ضرر.[47]
- جائزة جيمس شيا ، الرابطة الوطنية لمعلمي علوم الأرض.[48]
- 100 امرأة الأكثر تأثيراً ، شركة ديترويت بيزنس كرين( بالإنجليزية Crain’s Detroit Business ) [49]

### 2022
- جائزة جون بي ماكغفرن ، جمعية المكتبات الطبية [50]
- جائزة برنارد لاون الافتتاحية للمسؤولية الاجتماعية، معهد لون [51]